# Ислам в Бухаресте

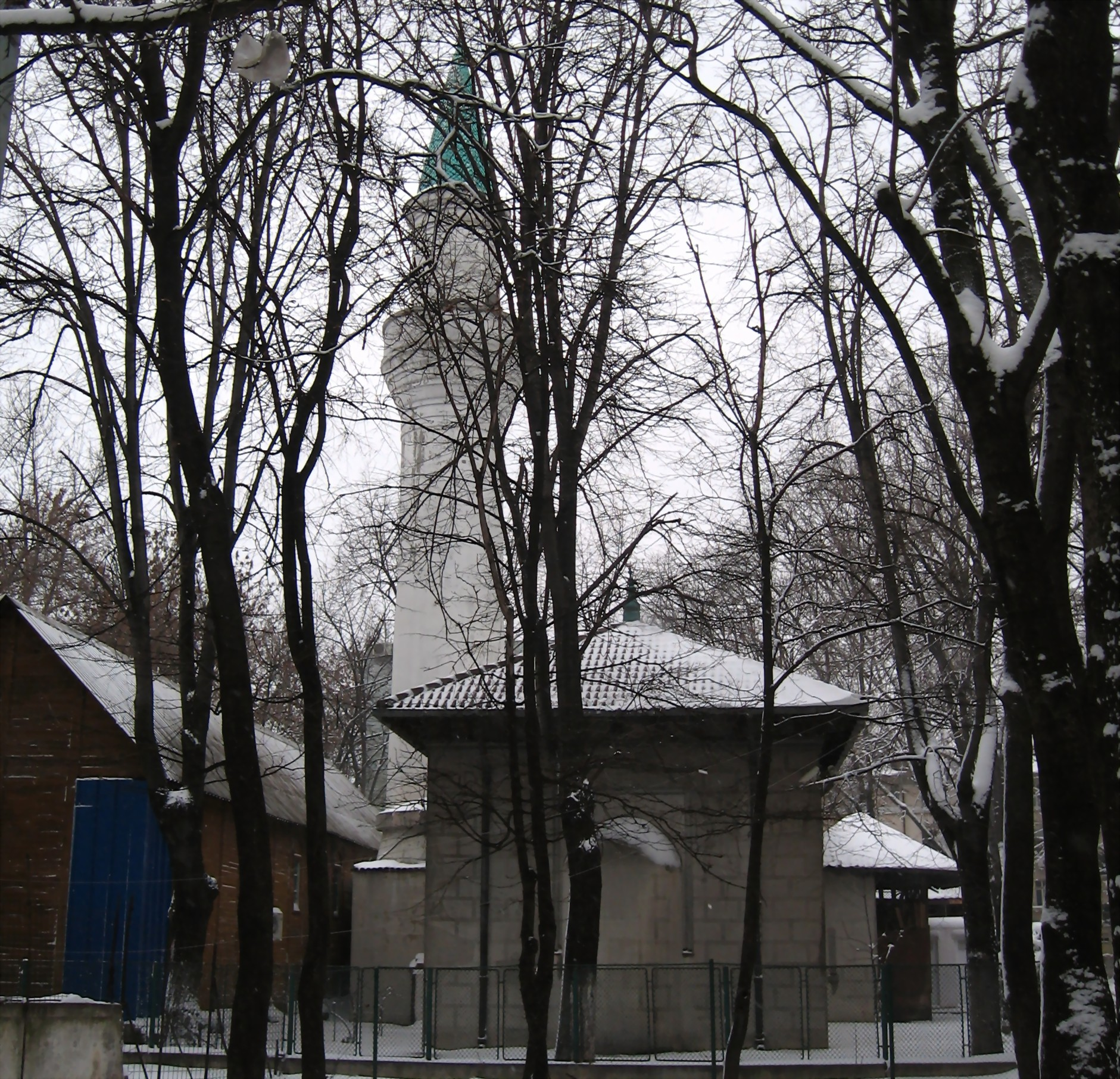
Самая старая мечеть Бухареста — Мечеть Кароль-Хунчиар

Ислам в Бухаресте — религия меньшинства. По разным данным количество мусульман колеблется от 0,1 % до 0,5 %.  населения города. Доминирующая религия в Бухаресте — христианство. Согласно  переписи населения и жилищного фонда в 2011 год, христиане составляют 98 процентов всего населения.  Мусульманская община Бухареста относительно новая и достаточно космополитичная, учитывая пестрый этнический состав ее членов.  Большинство из них сунниты, но есть и шиитское, ахмадийское и другие исламские течения.

## История
В течение многих сотен лет в Бухаресте не было мусульманской общины. Даже находясь веками под сюзеренитетом Османской империи в городе постоянно не проживало большое количество мусульман. Во второй половине XX века в Румынии проходят обучение студенты из дружественных Коммунистическому блоку мусульманских стран. После вхождения Румынии в Европейский союз в стране появились небольшие группы ближневосточных студентов, иммигрантов и беженцев — около 6 тыс. чел.  В столицу Румынии переселяются сирийцы, иракцы, палестинцы, ливанцы, иорданцы, алжирцы, египтяне, ливийцы, тунисцы, марокканцы, сомалийцы, нигерийцы, пакистанцы, которые так же делятся и по конфессиональному признаку — сунниты, шииты, алавиты, ахмади, исмаилиты, друзы.

## Современное положение
Согласно переписи населения и жилищного фонда в 2011 году в Бухаресте официально проживало 9 037 мусульман.

## Мечети
Стоит отметить, что в целом мусульманская община строилась вокруг мечети, которая является местом поклонения, где совершаются ежедневные групповые ритуалы, характерные для исламской религии. Первая мечеть, построенная в Бухаресте, была построена не мусульманами, а румынскими властями – в лице короля Румынии Кароля I. Она была построена в первую очередь дипломатических представителей Османской империи в Бухаресте после признания независимости Румынии. До 1989 года эта мечеть была единственным местом сбора мусульман города.
После 1989 года, учитывая переориентацию Румынии на европейские ценности в отношении права на свободу мысли и выражения религиозных убеждений, а также права на свободное объединение, мусульмане Бухареста присоединились к различным неправительственным организациям, создав ассоциации и фонды под названием развития религиозных услуг для общества. Таким образом, в Бухаресте зародилось настоящее мусульманское гражданское общество, усилия которого материализовались в строительстве в 1994 году первого храма, построенного мусульманами в Бухаресте, мечети Ар-Рахман, известной как мечеть Крынгаши.
Мечеть Ар Рахман расположена в районе Крынгаши, на улице Мунги Гургиулуи №. 50-52, сектор 6. Отличительной чертой мечетей Бухареста является тот факт, что они управляются и обслуживаются фондами, которые их построили.

### Большая мечеть Бухареста
В 2015 году премьер-министр Румынии Виктор Понта подписал соглашение с правительством Турции, о строительстве соборной мечети в Бухаресте. Однако это решение вызвало широкий общественный резонанс и волну исламофобии. В конечном итоге, в июле 2018 года было объявлено, что проект закрыт из-за нехватки средств.